# チアゴ・ザイボチ・ヴィウチ
チアゴ・ザイボチ・ヴィウチ（Thiago Seyboth Wild, ブラジルポルトガル語発音: [t͡ʃiˈaɡu ˈzajbut͡ʃ ˈviwt͡ʃ], ドイツ語発音: [tiˈaːgo zaɪˈboːt ˈvɪlt], 英語発音: /t͡ʃɨˈɑːˌgoʊ ˈseɪˌboʊθ ˈwɪld/; 2000年3月10日 - ）は、ブラジル・パラナ州マレシャウ・カンジド・ロンドン出身の男子プロテニス選手。自己最高ランキングはシングルス106位、ダブルス197位。身長185cm、体重79kg。右利き、バックハンドは両手打ち。

## 選手経歴

### 2018年 ATPツアー参戦
2018年2月のブラジル・オープンでATPツアーデビュー。2018年全米オープンジュニアの決勝でロレンツォ・ムゼッティを2-1で下し優勝。

### 2019年 チャレンジャー初優勝
2019年11月のグアヤキル・チャレンジャーの決勝でウーゴ・デリエンを2-0で下し、チャレンジャー初優勝。

### 2020年 ツアー初優勝
2020年全豪オープン男子シングルスで初めてグランドスラム予選入りをしたが、初戦のペーター・ゴヨフチクに0-2で敗れた。2月のリオ・オープン1回戦でアレハンドロ・ダビドビッチ・フォキナを2-1で下し、トップ200入り。2-3月のチリ・オープンでは当時19位のクリスチャン・ガリンを1-0で途中棄権勝利し、ATPツアーで初めて決勝に進出。決勝ではキャスパー・ルードを2-1で下し、2019年のアレックス・デミノー以来の10代でのツアー優勝を果たした。2020年3月にプロテニス選手として初めて新型コロナウイルスへの感染が発覚。また検疫規則違反でブラジル当局の捜査を受けた。COVID-19によるツアー中断明け後に行われた9月の全米オープンでグランドスラムデビュー。シングルス1回戦でダニエル・エバンズと対戦し、0-3で敗れた。同月行われたエクサンプロヴァンスでチャレンジャー2勝目を挙げる。

### 2021-2022年 ランキング大幅下降
昨年以降は不振が続き、シングルス順位は2020年9月の106位から、2022年末には418位まで低迷する。また、2021年9月には元恋人へのドメスティックバイオレンスの疑いでブラジル警察の捜査を受け、接近禁止命令が科せられた。

### 2023年 トップ100入り
2023年3月のチリ・オープンでマティアス・ソトとペアを組みダブルス準優勝。同月のサンティアゴで3年ぶりにチャレンジャーシングルス決勝に進出し準優勝。更に同月のビニャでは決勝でユーゴ・ガストンを下し、4年ぶりのチャレンジャー優勝を果たす。4月のブエノスアイレス・チャレンジャーでは単複優勝を果たす。6月の全仏オープンでは、シングルス予選でベリエ、ベランキス、ケプファーらを下し本戦進出。本戦1回戦では第2シードのダニール・メドベージェフと対戦、フルセットの末勝ち、グランドスラム初勝利を挙げた。

## ATPツアー決勝進出結果

### シングルス: 1回（1勝0敗）
| 大会グレード                    |
| グランドスラム (0–0)            |
| ATPファイナルズ (0–0)           |
| ATPツアー・マスターズ1000 (0–0) |
| ATPツアー・500シリーズ (0–0)    |
| ATPツアー・250シリーズ (1–0)    |

| サーフェス別タイトル |
| ハード (0–0)         |
| クレー (1–0)         |
| 芝 (0–0)             |
| カーペット (0–0)     |

| 結果 | No. | 決勝日       | 大会         | サーフェス | 対戦相手           | スコア        |
| ---- | --- | ------------ | ------------ | ---------- | ------------------ | ------------- |
| 優勝 | 1.  | 2020年3月1日 | サンティアゴ | クレー     | キャスパー・ルード | 7–5, 4–6, 6–3 |

## ATPチャレンジャー・ITFフューチャーズ決勝

### シングルス：6戦4勝
| 記録                          |
| ----------------------------- |
| ATPチャレンジャーツアー (1–0) |
| ITFフューチャーズ (3–2)       |

| 結果   | 勝-敗 | 日時       | トーナメント      | サーフェス | 相手                                     | スコア             |
| ------ | ----- | ---------- | ----------------- | ---------- | ---------------------------------------- | ------------------ |
| 準優勝 | 0–1   | 2017年10月 | F39, アンタルヤ   | クレー     | ジョルディ・サンペール＝モンターニャ     | 6–0, 4–6, 4–6      |
| 優勝   | 1–1   | 2017年11月 | F42, アンタルヤ   | クレー     | リッカルド・ボナディオ                   | 6–4, 6–4           |
| 優勝   | 2–1   | 2018年8月  | F1, リオ・プレト  | クレー     | カミーロ・ウーゴ・カラベリ               | 7–6(7–5), 6–3      |
| 準優勝 | 2–2   | 2018年5月  | F4, クリチバ      | クレー     | ジョアン・ルーカス・レイス・ダ・シウヴァ | 7–6(7–1), 3–6, 2–6 |
| 優勝   | 3–2   | 2019年6月  | M25, モントーバン | クレー     | ユーゴ・ガストン                         | 6–4, 6–2           |
| 優勝   | 4-2   | 2019年11月 | グアヤキル        | クレー     | ウーゴ・デリエン                         | 6–4, 6–0           |

### ダブルス：5戦3勝
| 記録                          |
| ----------------------------- |
| ATPチャレンジャーツアー (0–1) |
| ITFフューチャーズ (3–1)       |

| 結果   | 勝–敗 | 日時       | トーナメント      | サーフェス | パートナー                       | 相手                                                  | スコア                     |
| ------ | ----- | ---------- | ----------------- | ---------- | -------------------------------- | ----------------------------------------------------- | -------------------------- |
| 優勝   | 1–0   | 2017年11月 | F42, アンタルヤ   | クレー     | ディエゴ・イダルゴ               | コライ・クルジュ 斉藤貴史                             | 6–2, 6–3                   |
| 優勝   | 2–0   | 2018年5月  | F3, ブラジリア    | クレー     | トマス・マルティン・エチェベリー | オスカル・ジョゼ・グチエレス イゴール・マルコンジェス | 6–7(1–7), 7–6(7–3), [11–9] |
| 準優勝 | 2–1   | 2019年6月  | M25, モントーバン | クレー     | ダン・アディード                 | アレハンドロ・ゴメス ジュニア・アレグザンダー・オーア | 2–6,2–6                    |
| 優勝   | 3–1   | 2019年7月  | M25, アジャクシオ | ハード     | ヤニ・ローラン                   | ファビアン・ファラート ヘンドリック・イーブンス       | 6–4, 1–6, [10–8]           |
| 準優勝 | 3-2   | 2019年11月 | グアヤキル        | クレー     | ペドロ・サカモト                 | アリエル・ベアル ゴンサロ・エスコバル                 | 6–7(4–7), 6–7(5–7)         |

## ジュニアグランドスラム決勝

### シングルス：1戦1勝
| 結果 | 年     | トーナメント | サーフェス | 相手                   | スコア        |
| ---- | ------ | ------------ | ---------- | ---------------------- | ------------- |
| 優勝 | 2018年 | 全米オープン | ハード     | ロレンツォ・ムゼッティ | 6–1, 2–6, 6–2 |

## 人物・エピソード
2021年9月、ザイボチ・ヴィウチは、元恋人への身体的・精神的な虐待の疑いでリオデジャネイロ州のブラジル警察の捜査を受けていたことが明らかになり、元恋人との接近禁止命令を受けた。ザイボチ・ヴィウチはその後この容疑を否認し、元恋人に対し、名誉毀損および恐喝未遂の訴訟を起こした。家庭内暴力および精神的な暴力と、精神的な損害の疑いを調査する2件の訴訟が2023年4月に提起され、ブラジル政府はザイボチ・ヴィウチを起訴し、更に3件目の捜査が進行中で、司法の秘密裏に行われている。2023年の全仏オープンでダニール・メドベージェフ相手勝利した後の記者会見では、この一連の疑惑についてテニスジャーナリストから質問を受けたが、回答を拒否している。
ザイボチ・ヴィウチはディートリヒ・クラゲスのひ孫である。